# Mets Sepasar
Mets Sepasar (in armeno Մեծ Սեպասար?) è un comune di 900 abitanti (2001) della provincia di Shirak in Armenia.